# Trávnik
Trávnik (1927–1948 slowakisch Fíš; ungarisch Füss oder Komáromfüss) ist eine Gemeinde im Südwesten der Slowakei mit 642 Einwohnern (Stand 31. Dezember 2024). Sie liegt im Okres Komárno, einem Teil des Nitriansky kraj.

## Geographie
Die Gemeinde befindet sich im slowakischen Donautiefland am linken Ufer der Donau, die hier zugleich die Staatsgrenze zu Ungarn bildet. Das Ortszentrum liegt auf einer Höhe von 109 m n.m. und ist 14 Kilometer von Veľký Meder sowie 28 Kilometer von Komárno entfernt.
Nachbargemeinden sind Tôň im Norden, Veľké Kosihy im Osten, Klížska Nemá im Südosten, Gönyű (H) im Süden, Győr und Vének (H) im Südwesten und Číčov im Westen.

## Geschichte

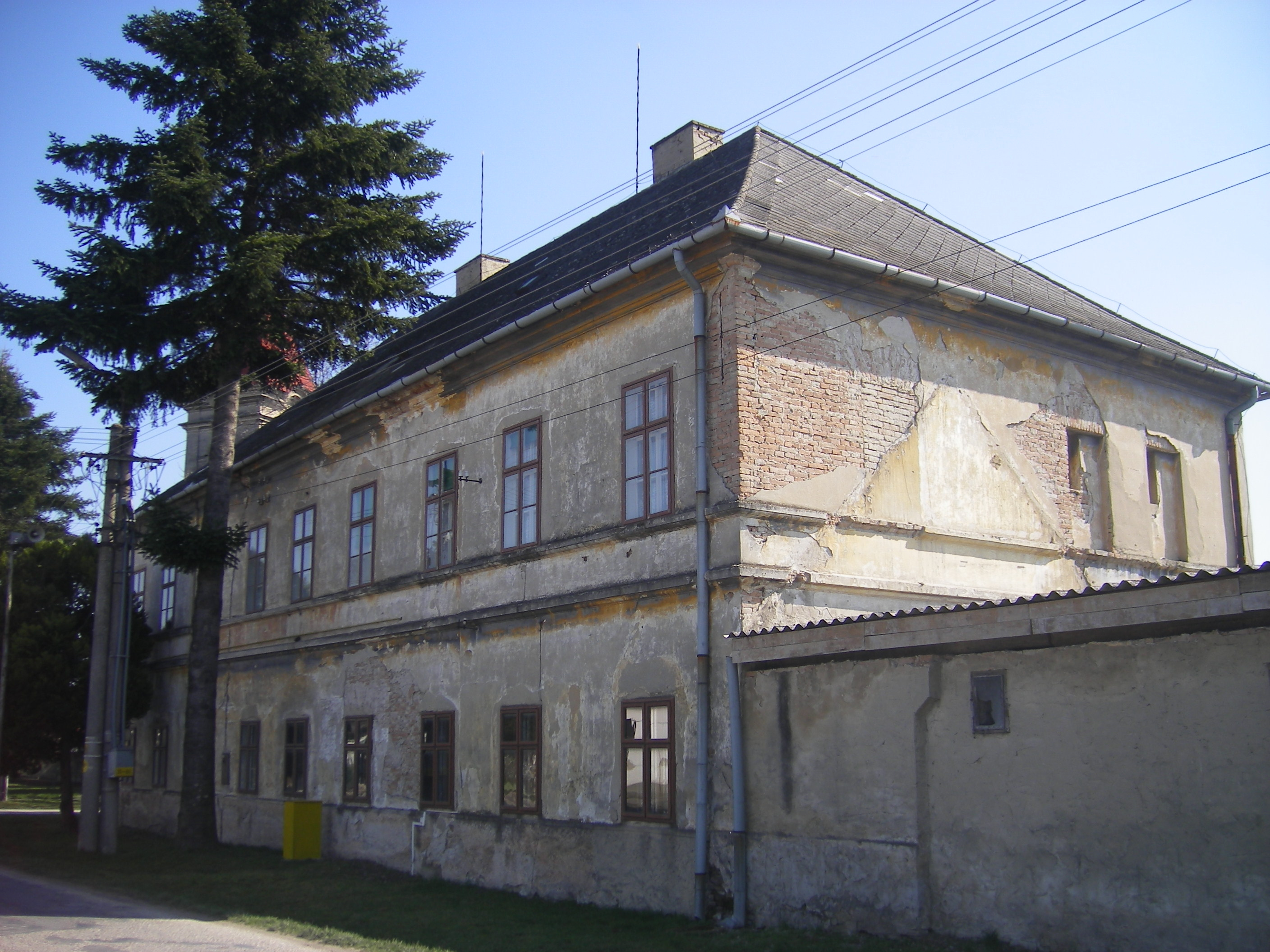
Gebäude des ehemaligen Landschlosses bzw. Klosters

Der Ort wurde zum ersten Mal 1216 als Fys schriftlich erwähnt und war damals Besitz der Abtei von Pannonhalma, ab 1383 der örtlichen Abtei, die das Dorf an verschiedene Gutsherren verpachtete. Die Einwohner waren als Landwirte, Pferdezüchter und Viehhalter beschäftigt.
Bis 1918/1919 gehörte der im Komitat Komorn liegende Ort zum Königreich Ungarn und kam danach zur Tschechoslowakei beziehungsweise heute Slowakei. Infolge des Ersten Wiener Schiedsspruchs war er zwischen 1938 und 1945 noch einmal Teil von Ungarn.

## Bevölkerung
| Jahr                | 1994 | 2004    | 2014    | 2024     |
| ------------------- | ---- | ------- | ------- | -------- |
| Anzahl der Personen | 749  | 676     | 725     | 642      |
| Unterschied         |      | −9,74 % | +7,24 % | −11,44 % |

| Jahr                | 2023 | 2024    |
| ------------------- | ---- | ------- |
| Anzahl der Personen | 657  | 642     |
| Unterschied         |      | −2,28 % |

Gemäß der Volkszählung 2011 wohnten in Trávnik 698 Einwohner, davon 570 Magyaren und 123 Slowaken. Fünf Einwohner machten keine Angabe zur Ethnie.
467 Einwohner bekannten sich zur römisch-katholischen Kirche, 88 Einwohner zur reformierten Kirche, vier Einwohner zur Evangelischen Kirche A. B., fünf Einwohner zu den Zeugen Jehovas, jeweils drei Einwohner zur altkatholischen Kirche und zur evangelisch-methodistischen Kirche sowie jeweils ein Einwohner zu den Brethren und zur jüdischen Gemeinde. 112 Einwohner waren konfessionslos und bei 19 Einwohnern wurde die Konfession nicht ermittelt.

## Bauwerke
- römisch-katholische Benediktuskirche aus der Mitte des 18. Jahrhunderts, seit der ersten Hälfte des 19. Jahrhunderts klassizistisch gestaltet
- Landschloss (auch als Kloster bezeichnet) aus dem letzten Drittel des 19. Jahrhunderts